# Ересь жидовствующих

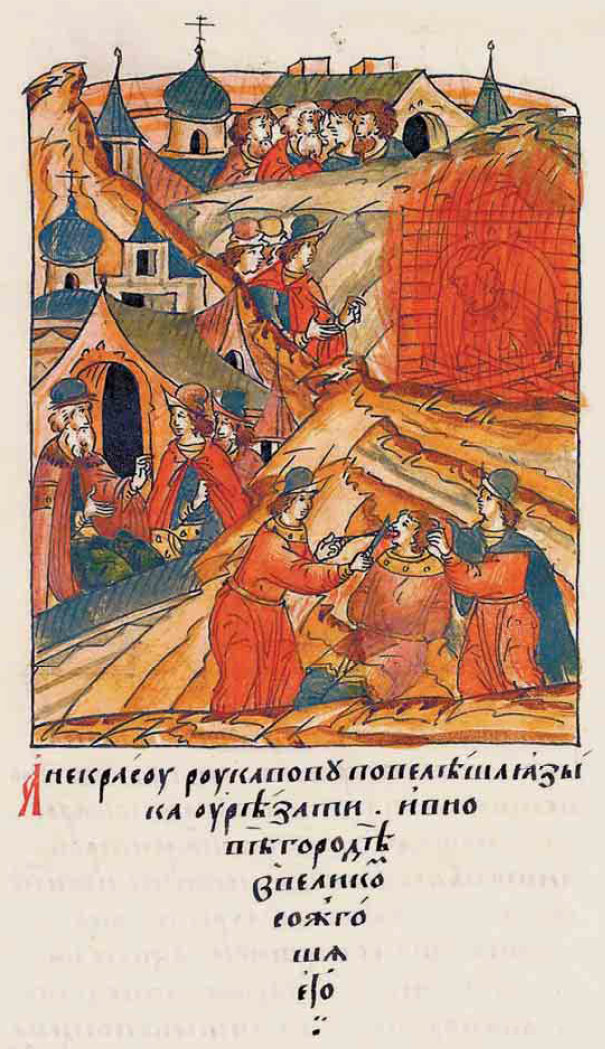
Казни «еретиков-жидовствующих» в 1504 году. Лицевой летописный свод: «а Некрасу Рукавову повелели язык вырвать и сожгли его в Великом Новегороде»

«Ересь жидо́вствующих» — сформировавшаяся в последней четверти XV века (начиная с 1470 года, по прибытии в Новгород Захария Скары), не вполне однородная по социальному составу (духовенство, великокняжеские дьяки, дети боярские) и идеологической ориентации группа «религиозных вольнодумцев», главным образом в Великом Новгороде и Москве.
В церковной среде традиционно считается, что распространение «ереси» было инициировано неким «жидовином Схарией» (Захарья Евреин, Захарья-Скарья Жидовин). Возникновение этого течения в Новгороде, согласно летописцу, связано с тем, что Схария Жидовин, который прибыл в Новгород из Киева в свите князя Михаила Олельковича в 1471 году, «совратил в жидовство» местных священников Алексея и Дениса, видимо, ставших главными распространителями учения в городе. Великий князь московский Иван III Васильевич назначает этих священников на высокие церковные посты в Москве, в результате чего новый центр течения появляется в Москве. К «ереси» примкнула невестка великого князя Ивана III Елена Стефановна, а также влиятельный придворный дьяк Фёдор Курицын.
Противником течения стал новгородский архиепископ Геннадий, стремившийся искоренить эту «ересь» и начавший преследование её участников. У арестованных «еретиков» нашли тетради, по которым они «молились по-жидовски» (предположительно, «Псалтырь Фёдора Жидовина», которая, по существу, являлась русским переводом махзора). Одни «еретики» под пытками отреклась от своих убеждений, другие бежали в Москву, где получили покровительство Ивана III. В 1490 году состоялся церковный собор, который осудил жидовствующих, обвинив их в осквернении икон, надругательстве над крестом и в том, что они «хулы изрекали на Иисуса и Марию» и «чли субботу паче воскресения Христова». По словам летописца, жидовствующие соблюдали также еврейскую Пасху.
Влияние этой «ереси» достигает вершины в 1490-х годы. В начале XVI века борьба против неё была тесно связана с политической борьбой различных группировок вокруг кандидата на наследование московского престола. «Еретики» поддержали Дмитрия Ивановича, сына княгини Елены, но великий князь Иван III в 1502 году назначает своим наследником своего сына Василия. После смерти Курицына в 1504 году великий князь санкционирует преследование «еретиков». Некоторых из них казнили через сожжение на кострах, другие бежали в Литву, где формально приняли иудаизм. В результате этих событий течение исчезло с политического и культурного горизонта Руси.
В начале XVIII века в России снова появились иудействующие группы, но связь между ними и «ересью жидовствующих» XV—XVI веков на Руси не прослеживается. В частности, отсутствуют факты, которые подтверждали бы преемственную связь «ереси жидовствующих» XV—XVI веков с субботниками, движением выходцев из русских крестьян, соблюдающим предписания иудаизма, появившимся на рубеже XVII—XVIII веков.

## Историография
«Ересь жидовствующих» (иначе — «новгородско-московская ересь») — идейное течение, охватившее часть русского общества в конце XV века, в основном Новгорода и Москвы.
В русской исторической литературе и в советской литературе до конца 1960-х годов термин «жидовствующие» относится к этому движению.
Несмотря на обилие исследований и публикаций по ереси, согласного мнения о её природе, происхождении и месте в русском средневековом обществе нет.
Некоторые исследователи предполагали влияние манихейства. В том же XIV веке известны некие «хионы», вполне подходящие по своим воззрениям к этой категории.
Зачастую ересь связывают с протестантскими и реформаторскими тенденциями в русском обществе, видят в этом движении начало русского Ренессанса. Советская историографическая школа (А. И. Клибанов, Я. С. Лурье, А. А. Зимин) видит в движении антифеодальную направленность и расценивает его как реформационно-гуманистическое. Другая тенденция — сравнивать это движение с распространёнными в своё время мистическими сектами богомилов или мессалиан. Митрополит Макарий видел в мировоззрении жидовствующих чистейший иудаизм. А. Л. Юрганов находил его вполне православным.
Академик Д. С. Лихачёв по поводу ереси жидовствующих писал: «По-видимому, ереси эти не имели какого-либо законченного и упорядоченного учения… Вероятнее всего, это даже была не ересь, сколько движение вольнодумцев. Это было по всей вероятности гуманистическое течение». Георгий Флоровский считал ересь жидовствующих тоже лишь вольнодумством: «Всего вернее, что еретического сообщества не было вообще. Были известные настроения, именно шатание умов, вольнодумство».
Профессор Иерусалимского университета гебраистики М. Таубе считал, что целью Схарии было обратить русских в иудаизм из мистических побуждений, «тщательно скрытых от их ничего не подозревающей аудитории».

## История
События развивались на фоне формирования русского централизованного государства. Отношения с Константинопольской патриархией в результате схизмы в это время прерваны. Известными представителями «ереси» были протопоп Гавриил, Фёдор Курицын, Иван Волк Курицын, Елена Волошанка, Иван Чёрный, Истома.

### Начало дела о «ереси жидовствующих»
Поставленный в 1484 году волей великого князя на новгородскую архиепископскую кафедру игумен Чудовского монастыря Геннадий был встречен горожанами с явной настороженностью и недоброжелательством. Конфликт начался с того, что архиепископу стало известно о том, что немцовский игумен Захария своим постриженникам воспрещал причащаться и сам не причащался тоже. Вызванный к владыке старец отвечал: «А у кого деи, ся причащати? Попы, деи, по мзде ставлены, и митрополиты, деи, и владыки по мзде же ставлены». Упрёк был прежде всего в адрес самого Геннадия, ибо многие считали, что тот поставлен за взятку, данную им великому князю. Конфликт тянулся три года. В конце концов Геннадий отправил строптивого игумена в ссылку, но Иван III своей волей избавил старца от наказания и отпустил его обратно в Немцов монастырь. Однако Захарий предусмотрительно предпочёл не возвращаться под руку своего владыки, а уехал в Москву, под защиту великого князя.
Вскоре вскрылись и другие странности новгородской жизни. В 1487 году поступил донос на двух новгородских священников Григория и Герасима, которые в пьяном виде «поругалися святым иконам». Вскрылись и другие случаи глумления над изображениями святых: «а что пакы безъименних, ино и числа нет, кое резаны, а не весть». Осквернение икон в Новгороде оказалось делом распространённым. Геннадий, встревоженный размахом иконоборческого движения, пишет митрополиту Геронтию, епископам Суздальскому Нифонту, Пермскому Филофею, Сарайскому Прохору и другим иерархам Русской Церкви. В феврале 1488 года князь и митрополит поручили Геннадию провести расследование, а княжьему наместнику Якову Захарьину и его брату Юрию участвовать в расследовании со стороны мирских властей. Тем не менее Геннадий считает эти меры недостаточными и добивается собора на еретиков.
Вскоре оба недостойных иерея, выданные на поруки, бежали в Москву, надеясь найти там защиту от своего владыки. И, как показали дальнейшие события, не напрасно. Дело встало. Но среди еретиков нашёлся некто поп Наум, заявивший, что хочет перейти обратно из «жидовства» в православие. Он явился к архиепископу с повинной, и следствие было продолжено. Наум выдал ещё четырёх еретиков, представил владыке некие «тетрати», по которым жидовствующие молились. В ходе следствия выяснилось, что литургия последователями жидовства служится недостойно, обычно после хорошего и плотного завтрака. А занесена была ещё в самом начале 1480-х годов, неким жидовином Схарией, прибывшим в Новгород в окружения луцкого князя Михаила Олельковича. Первым он склонил к жидовству попа Дионисия, а тот привёл к нему другого новгородского иерея Алексея. Дело пошло успешно, и из Литвы прибыли ещё два жида: Иосиф Шмойло-Скаровей и Моисей Хануш. Уже Алексей и Дионисий склонили к жидовству Алексеева зятя Ивана Максимова, его отца и многих других, как священников, так и простых мирян. Новгородская ересь в основном получила распространение среди священства и клирошан.
Вскоре сын попа Григория Самсонка на допросе княжеского наместника Захарьина сознался, что к ереси причастен и дьяк Фёдор Курицын, один из влиятельнейших политиков в окружении князя. Назвал Самсонка и протопопов Алексея и Диониса, которых князь в 1480 году забрал в Москву и поставил на значительные должности. Дело приняло совсем другой оборот и иные масштабы. Вероятно, после вскрытия фактов участия в ереси лиц из великокняжеского окружения в Москве к ереси интерес пропал. Новгородский владыка стал добиваться суда над еретиками в столице. Воодушевлённый примером испанской инквизиции, о которой он знал от посланника германского императора Фридриха III Георга фон Турна и своего сотрудника монаха-доминиканца Вениамина, владыка стал добиваться самых суровых мер в отношении еретиков. Геннадий писал и митрополиту Геронтию, но тот его письма игнорировал. А в мае 1489 года митрополит умер.
Дело осложнялось тем, что подходил 1492 год, по христианскому исчислению 7000 от сотворения мира. Именно в этом году ожидались кончина мира и второе пришествие Христа. За три года до ожидаемого события в послании бывшему ростовскому архиепископу Иоасафу епископ новгородский св. Геннадий пишет: «Да чтобы еси послал по Паисея да по Нила да с ними бы еси о том посоветовал: преидут три лета, кончится седмая тысяща; мы, деи, тогды будем надобны. Ино еретики себе надежно чинят». Действительно, признака конца времён в 1489 году явно не наблюдалось, и это вызывало новые соблазны. Вольнодумцы и еретики этим пользовались, обвиняя иерархов Церкви в распространении слухов о конце Света. К тому же по еврейскому летоисчислению едва начиналась шестая тысяча, и в книге астрономических таблиц «Шестокрыл», составленной прованским евреем-астрологом Эммануэлем бар-Яковом, это было отражено. По мнению жидовствующих, это было ещё одним доказательством в пользу их правоты. В 1491 году многие не засеяли свои поля, из-за чего наступил голод. За три года до Собора, принявшего новую пасхалию, архиепископ Геннадий тоже ещё разделял веру в скорый конец мира. В молитвослове 1536 года в конце имеется «Пасхалия с луновником» и на листе 286 стоит: «Типикь Скаре сие ведомо да есть, яко луннии круг начинаеть от 1 генуария и держить 19 лет». Что это за «Скаре», спрашивает академик В. Н. Перетц и тут же делает вполне вероятное предположение:
«Не есть ли это оригинал таинственного „Схарии“, которого считают проповедником и насадителем ереси жидовствующих»? То есть уверенность еретиков и вольнодумцев в отсутствии конца Света в 1492 благодаря их астрономическим наблюдениям можно было понять как следствие их занятий астрологией.

### Собор на «еретиков» 1490 года

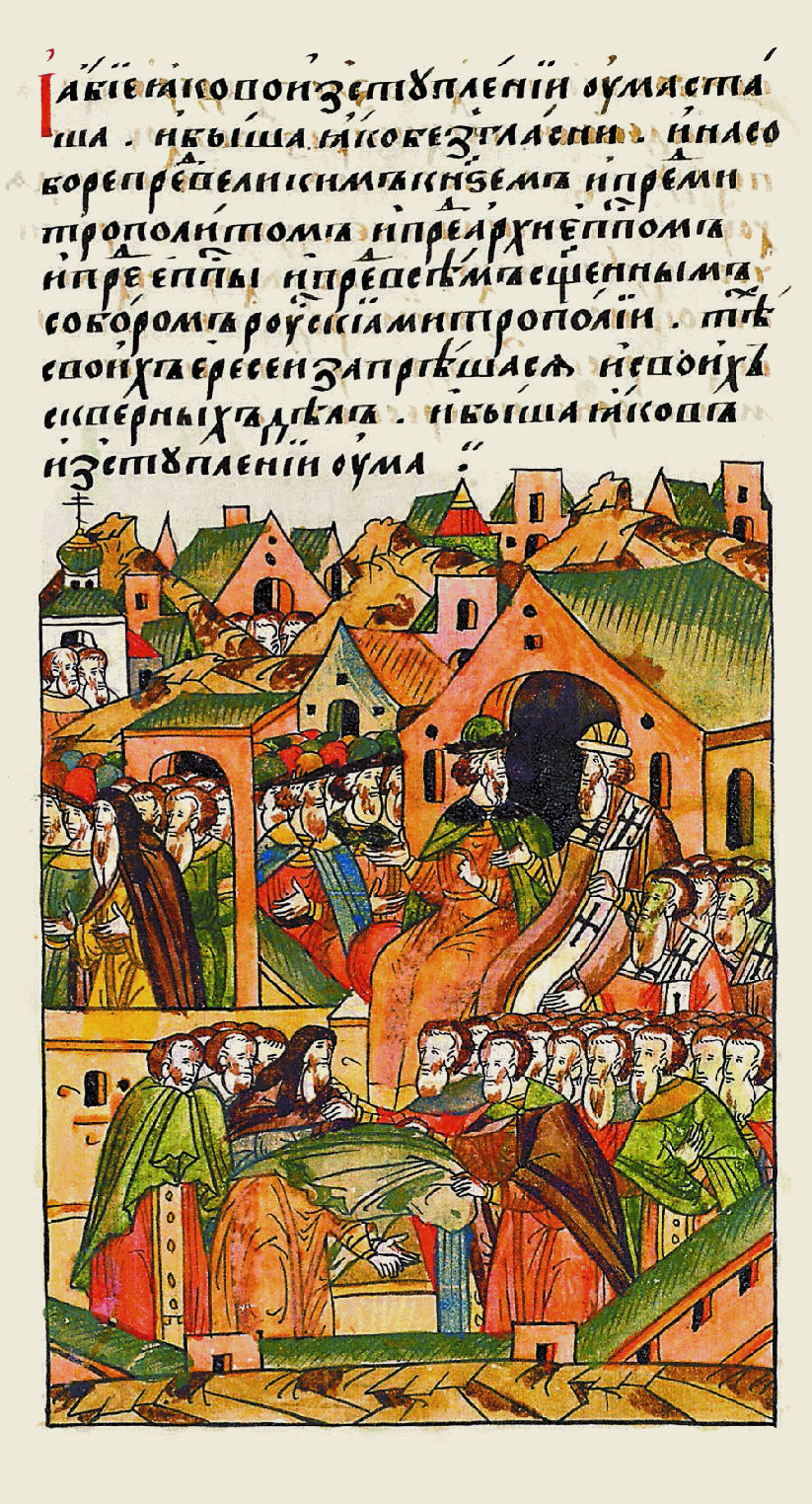
Собор 1490 года. Лицевой летописный свод

Собор на еретиков состоялся уже при новом митрополите, которым в 1490 году стал ставленник дьяка Фёдора Курицына игумен Симонова монастыря Зосима. Самого Зосиму Иосиф Волоцкий в послании епископу Нифонту Суздальскому называет не иначе как «злобесным волком»:

«Осквернил он святительский престол, одних уча жидовству, других содомски скверня — Сын погибели, он Сына Божия попрал, похулил Пречистую Богородицу и всех святых унизил; икону Господа нашего Иисуса Христа и Пречистой Его Матери и иконы всех святых называет болванами…» Иосиф приписывает Зосиме слова: 
А что то Царство Небесное, а что то второе пришествие, а что то воскресение мертвых? А ничего того несть — умер кто, то и умер, по та места и был!
Однако этим обвинениям доверяют не многие, подозревая преподобного Иосифа в предвзятости и излишней запальчивости. Осторожен в своих выводах и митрополит Макарий. Соборное определение предавало проклятию еретиков и перечисляло их вины. Среди них непочитание икон и креста и глумление над ними, непризнание Иисуса Христа Сыном Божиим, хула на Христа и Божию Матерь. Непризнание Святых Отцов и постановлений семи Вселенских Соборов, неверие в Воскресение Христово и Его Вознесение, почитание субботы превыше Воскресения Христова, несоблюдение постов. «Ино все то чинили есте по обычаю жидовскому, противясь Божественному закону и вере христианстей»,— следует вывод. Согласно соборному приговору, священники должны быть извергнуты из сана, а все еретики преданы отлучению.
В соборе участвовали авторитетные белозерские старцы Паисий Ярославов и Нил Сорский. Существует устойчивое мнение, что именно благодаря их участию в соборе приговор еретикам оказался относительно мягким. Если, конечно, отлучение от Церкви можно назвать мягким приговором. Однако нет никаких документальных свидетельств о том, насколько их мнение повлияло на соборное решение. В IV Новгородской летописи сообщается лишь об их участии в соборе. Самого Геннадия на собор не допустили якобы «ради великих дел», которые были у святителя в Новгороде.

### «Ересь» и внутриполитическая борьба
Ересь на соборе была осуждена и анафематствована, но никто из высокопоставленных московских еретиков не пострадал. Наказаны были лишь новгородцы, ранее бежавшие под покровительство великого князя. Они были выданы новгородскому владыке, и он подверг их своего рода гражданской казни, проведя по городу на конях, посаженными задом наперёд, в берестяных колпаках и с надписью на груди: «Се есть сатанино воинство». В конце экзекуции колпаки были сожжены прямо на головах осуждённых. В самом способе экзекуции современные исследователи видят влияние практики испанской инквизиции. Однако после этого аутодафе осуждённые пошли не на костёр, как того требовал зарубежный опыт, а были разосланы по монастырям. На этом первый этап борьбы с ересью был завершён. Сам архиепископ Геннадий в подобных деяниях более не участвовал, предпочитая заниматься трудами просвещения.
Что же касается московских еретиков, возглавляемых думным дьяком Фёдором Курицыным, то положение их при дворе нисколько не пошатнулось, а наоборот, только усилилось. Привлечение к ереси невестки великого князя Елены Стефановны значительно укрепило положение еретиков.
Борьба политических группировок вокруг великокняжеского трона поляризовала московское общество. Фактически образовались две политические партии. Одна из них группировалась вокруг вдовы умершего в 1490 году Ивана Ивановича Молодого Елены Стефановны. Именно в окружении вдовой княгини оказались еретики. Другая группировка была связана со второй женой великого князя Софьей Палеолог, сохранившей свои связи с Римом. Близок к окружению Софьи был и архиепископ Геннадий.
Разная была и внешнеполитическая ориентация. Если партия Елены Волошанки (дочери молдавского господаря Стефана Великого) энергично налаживала отношения со странами Центральной Европы и Крымом, то в окружении великой княжны больший интерес проявляли к католической Германской империи и Литве. Именно дочь Софьи Елена Ивановна стала женой литовского короля Александра. Хлопотали о браке греки Тарханиоты.
По убеждению И. Б. Грекова идеология ереси жидовствующих отражала «строго ориентированные международные контакты ведущих участников этого сложного идейно-политического течения».
Кроме внешнеполитической направленности явна и другая составляющая, касающаяся внутренних отношений. Вокруг Софьи группируются сторонники боярских вольностей, в то время как еретики поддерживают идею жёсткой самодержавной власти. Партия, которую возглавляют жидовствующие, уже только по политическим причинам имеет антиклерикальную направленность. Отрицающие монашество вообще, жидовствующие выступают и против церковного землевладения. Близки к ним в вопросе монастырского землевладения монахи северных монастырей. В то же время противная еретикам сторона, прежде всего идеолог крупного монастырского землевладения Иосиф Волоцкий, а также архиепископ Геннадий, выступает за сохранение монастырских владений и усиления влияния церкви в общественных делах. Именно Волоцкий игумен писал впоследствии о возможности неповиновении неправедному государю, ибо «таковый царь не Божий слуга, но диавол, и не царь есть, но мучитель».
В итоге происходит видимая поляризация московской элиты, образование двух влиятельных политических партий. Одна из них, лидеры которой связаны с ересью, ориентирована на усиление великокняжеской власти, ослабление влияния церкви. Её внешнеполитические связи ориентированы на страны Юго-восточной Европы и Оттоманскую империю. Другая партия, связавшая свою политику с защитой Православия, склоняется к поддержке «старины» (в смысле сохранения высокого авторитета Церкви в политических делах и боярских вольностей) и ориентирована на сближение с западными, католическими странами.
Таким образом, сложился весьма сложный узел политических, идеологических и просто своекорыстных интересов, который не мог не привести к кровавой развязке. В деле жидовствующих переплелись разные и подчас несовместимые интересы.
В 1482 году в столицу венгерского королевства Буду для переговоров о московско-венгерском союзе отправляется Фёдор Курицын. Из Буды московский посол возвращается с неким «угрином Мартынкой», который в дальнейшем будет играть определённую роль в формировании московской ереси. Именно в этой поездке, как считает архиепископ Геннадий, дьяк был обращён в ересь.
В 1483 заключён династический брак сына Ивана III Ивана Молодого и дочери Стефана Елены. Михаил Олелькович, бывший ставленник короля Казимира на Новгород, в свите которого и обретался тот самый Схария, приходится двоюродным братом Елены Стефановны: их матери были сёстрами и происходили из тверского княжеского дома.
Великий князь практически на всём протяжении этой истории явно покровительствует еретикам. Правильно было бы предположить, что покровительственное отношение Ивана III к еретикам определяется политическими расчётами и другими государственными выгодами, связанными с кругом образованных, имеющих обширные политические связи еретиков. Не может не импонировать князю и идея об усилении авторитета великокняжеской власти и ослаблении влияния Церкви.
Единственный реальный политический успех, которого добились противники жидовствующих в этот период, было смещение митрополита Зосимы, которое последовало в октябре 1494 года. Курицын в это время в Москве отсутствовал.

### Литературная борьба с «ересью»
История с объявившейся апостасией со всей очевидностью поставила вопрос о недопустимо низком уровне образованности не только мирян, но и клира. Прослойка образованных клириков и мирян оказалась весьма тонкой. Митрополит Макарий пишет о недопустимо низком уровне образования среди духовенства той поры: «Сами пастыри Церкви в большинстве едва умели читать и писать, и в кругу архипастырей встречались лица, которые не в состоянии были отвечать, сколько было Евангелистов и подобное».
Архиепископ Геннадий, столкнувшись с книжностью жидовствующих, не смог найти в Софийском доме даже некоторых необходимых святоотеческих книг, в частности творения Афанасия Александрийского. С просьбой помочь ему в разрешении книжного вопроса он пишет ростовскому владыке Иоасафу, в епархии которого находился тогда Кирилло-Белозерский монастырь, известный своей библиотекой. Список книг очень пёстрый, в том числе Менандр, Логика, Дионисий Ареопагит, часть книг Ветхого Завета, книги противоеретической полемики. Другим способом изменить ситуацию была активная переводческая деятельность, которая развилась при святителе Геннадии в Новгороде. В первую очередь был сделан полный и систематический перевод Священного Писания на славянский язык. Геннадиева Библия стала первым полным изданием книг Ветхого и Нового Заветов на славянском языке. Делаются переводы и других книг, необходимых для полемики с еретиками. Примечательная особенность деятельности Геннадия, это отмечаемая многими авторами, в том числе и Георгием Флоровским, латинская её направленность. О. Георгий, вероятно не сильно преувеличивая, пишет: «При Геннадии мы наблюдаем целое движение латинского стиля». Включение второканонических книг сделано по примеру латинской практики и переведены они с латыни. С латыни восполнены и необходимые переводы. Греческие книги при этой работе практически не употреблялись. С латыни переведена известная тогда книга Дурантия «Rationale divinorum officiorum», для полемики с жидовствующими книги Николая Де-Лира и Самуила Евреина. И даже новую пасхалию Геннадий выписывает из Рима. Вероятно с латыни переведено и «Слово в защиту церковных имуществ», в котором утверждается и полная независимость духовного чина от светской власти. О. Георгий отмечает тенденцию подчёркивать превосходство духовной власти над мирской и при этом смягчение интонаций относительно ничтожности благ земных.
Дмитрий Траханиот пишет для Геннадия послания «О трегубой аллилуйи» и «О летах седьмой тысящи». Греческий писатель занимает довольно осторожную позицию, не отрицая седмичности срока наступления парусии, но отрицая известность точного срока. Именно Юрий Траханиот (Старый) посредничает во встрече Геннадия с имперским послом Георгом фон Турном, от которого тот и слышит рассказ об испанской инквизиции.
После 1492 года Геннадий уже не принимает усилий в борьбе против ереси, сосредоточившись на литературной деятельности. Ранее он выступал против прений с еретиками из-за «простоты» клира. Теперь он с этой «простотой» борется просвещением, занимаясь не только организацией переводческой деятельности, но и проявляя заботу об училищах.

### Разгром «ереси». Собор 1504 года

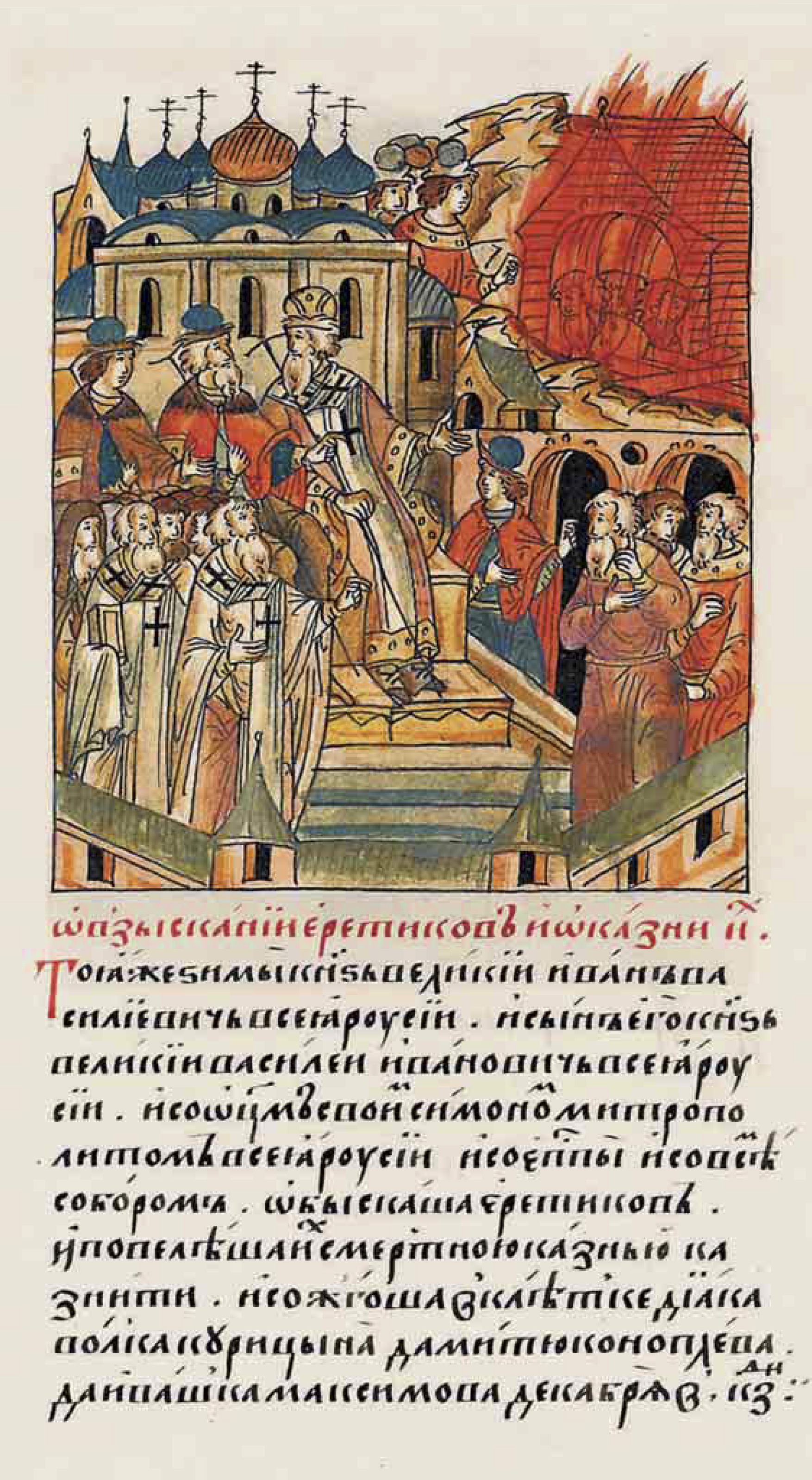
Казнь московских еретиков, Лицевой летописный свод

В 1498 партия Курицына, казалось, достигает максимального политического успеха. Василий вместе со своей матерью оказался в опале. Юный Дмитрий венчан «на царство» и отныне является соправителем своего деда. Однако не прошло и года, как соправителем великого князя стал сын Василий. А в 1502 году внук Дмитрий вместе со своей матерью оказался в темнице. Трудно сказать, что привело к таким стремительным изменениям, но в итоге партия Софьи оказалась победителем. Теперь со стороны князя следовало ждать уступок и в отношении самой ереси.
Собор 1503 года рассматривал дисциплинарные вопросы: говорили о ставленнических пошлинах (повод обвинения в симонии) и о поведении вдовых попов. Уже после собора возник (вероятно по инициативе великого князя) спор о монастырском землевладении. Однако нетрудно заметить, что собор обсуждал проблемы, на которые не без основания указывали и еретики.
Накануне собора Иван III обещал Иосифу начать преследование еретиков. Речь о ереси начал сам великий князь. Князь сознаётся, что знал «которую ересь держал Фёдор Курицын». Следующая встреча произошла на пиру. Здесь, и при свидетелях, Иван III задал вопрос Иосифу, не грех ли казнить еретиков. Иосиф начал убеждать князя, что не грех, а скорее обязанность светских властей преследовать еретиков и предавать их «лютым казням». Но князь остановил его и более о том не спрашивал. Понятно, что мысль о казнях еретиков не близка была Ивану, и он нехотя соглашался на преследование их. Поэтому он не поспешил начать дело, и Иосиф вынужден был обращаться с просьбой оказать содействие в убеждении князя сначала к его духовнику архимандриту Андроникова монастыря Митрофану, затем к соправителю и великому князю Василию. У Василия он встретил горячую поддержку, и в декабре 1504 года собор на еретиков состоялся.
Председательствовал на соборе великий князь Василий. Старый князь в деятельности собора участия практически не принимал, и, по-видимому, не из-за старческой немощи. Новгородского архиепископа на соборе снова не было. Незадолго до собора он был сведён с кафедры за невыполнение постановления предыдущего собора о невзимании ставленнических пошлин. Собор постановил предать казни главных еретиков через сожжение. Жгли в специально построенных деревянных срубах, вероятно не желая демонстрировать собравшимся ужасы предсмертной агонии. В Москве казнены были брат Фёдора Курицына Иван Волк Курицын, Иван Максимов, Дмитрий Пустосёлов. Некраса Рукавова по урезанию языка отослали в Новгород, где его сожгли вместе с юрьевским архимандритом Касьяном, братом Иваном Самочёрным и другими. Остальных разослали по монастырям.

### Вопрос об отношении к «еретикам» после собора
Казни еретиков вызвали неоднозначную реакцию в русском обществе. Смущение вызывало несоответствие практики казней Евангелию, писаниям святых отцов и каноническим нормам. Поэтому уже вскоре после собора, очевидно Иосифом Волоцким, было написано «Слово об осуждении еретиков». Иосиф соглашается с недопустимостью преследования только за инакомыслие, но попытки проповеди ереси, по его мнению, должны пресекаться самыми жёсткими мерами: «Егда невернии и еретици никого же от православных прельщают, тогда недостоит им зло творити или ненавидети их; егда же узрим неверныя же и еретики, хотящих прелстити православныя, тогда подобает не точию ненавидети их, или осужати, но и проклинати и язвити». По всей видимости, «Слово» своей цели не достигло: полемика год от года только разгоралась, став ещё одним предметом разногласий между кирилловскими и волоцкими монахами.
Следы этих споров (об отношении к еретикам) мы находим в послании волоцкого постриженника Нила (Полева), прожившего долгое время среди Белозерских скитников, кирилловскому монаху Герману Подольному. Вспоминая минувший спор, он цитирует слова Германа: «Нам не подобает судить никого ни верна, ни неверна, но подобает молиться о них, а в заточение не посылати». Судя по посланию, отношения иноков двух монастырей вначале были вполне дружелюбными. Однако именно в это время начинают портиться отношения иноков двух монастырей. Товарищ Нила Дионисий Звенигородский пытается обнаружить ересь в самих заволжских скитах и в результате пишет донос своему игумену. Иосиф Волоцкий представил донос великому князю Василию, тот поставил в известность Вассиана Патрикеева. Вассиан, который считался учеником Нила Сорского, защищал белозерцев перед великим князем и потребовал свидетеля, доставившего донос старца Серапиона, на допрос. Допрос закончился смертью свидетеля. Великий князь в гневе приказал сжечь пустыньки волоцких монахов, а самих их отправить под надзор в Кирилло-Белозерский монастырь. Однако вскоре по велению великого князя они были отпущены в свой монастырь. Судя по вкладным записям Нила (Полева), произошло это не позднее 1512 года.
В появившемся вскоре «Слове на списание» автор, по всей видимости Вассиан Патрикеев выступает с критикой карательных мер Иосифа, призывает не бояться богословских диспутов с еретиками. Вассиан апеллирует к Иоанну Лествичнику: «Немощнии с еретикы не ядят, сильные же на славу Божию сходятся». Покаявшиеся еретики, по мысли Вассиана, должны быть прощены. «Слово о еретицех», документ более поздний, отличается хорошо разработанной аргументацией с привлечением канонических источников. Вассиан различает кающихся и некающихся еретиков, при этом допускает казни, но признаёт их делом светских властей.

## О личности новгородского ересиарха
О личности новгородского ересиарха прямых достоверных сведений практически нет. Сообщения о неком «жидовине», положившем начало ереси, появляется в 1490 году у новгородского архиепископа Геннадия в послании митрополиту Зосиме. По имени он назван в антиеретическом трактате Иосифа Волоцкого «Просветитель». В этом трактате утверждается, что учёный еврей прибыл из Киева, в свите луцкого князя Михаила Олельковича, поставленного королём Польши Казимиром князем на Новгород в 1470 году. От него-то, по утверждению архиепископа Геннадия и Иосифа Волоцкого, и пошла ересь в Новгороде.
Скудность сведений о Схарии позволила выдвинуть предположение, что это легендарная личность, выдуманная противниками жидовствующих (архиепископом Геннадием и Иосифом Волоцким) для дискредитации движения. Эта версия получила широкое распространение в советской историографии. Активным сторонником этой версии был Я. С. Лурье. Подобных взглядов придерживался и Р. Г. Скрынников. А. А. Зимин высказывался более осторожно, предполагая, что в качестве проповедника-иудея противники ереси представили реально существующего Схарию, но отрицает его влияние на формирование ереси.
Однако, кроме «Просветителя» Иосифа Волоцкого, есть ещё, по меньшей мере, один источник, который упоминает имя новгородского ересиарха. Это — послание инока Саввы с Сенного острова послу Ивана III в Крыму Дмитрию Шеину. Этот компилятивный труд содержит антииудейскою полемику, упоминает известного иноку «жидовина Захария Скару», представленного как соблазняющего в «жидовскую веру» великокняжеского посла. Упоминание Саввой «новгороцких попов, веру жидовскую приемшим» позволяет предположить, что в этом тексте речь идёт о «начальнике жидовской ереси» Схарии.
Тот же самый «жидовин Захария Скара» упоминается в дипломатической переписке московского великого князя с бывшим правителем Матреги Захарией Гизольфи.
Согласно первой версии, иудейским эмиссаром в Новгороде стал Захария де Гизольфи, получеркес, полуитальянец по происхождению. По мнению Г. М. Прохорова, Гизольфи стал обращённым из христианства караимом и был тем странствующим проповедником, смутившим веру новгородцев. Однако эта версия содержит ряд противоречий и анахронизмов. Своим появлением эта версия обязана сохранившейся в «Посольской книге» переписке великого князя Ивана III с «таманским князем» Захарией, который сначала именуется «Захарией евреянином» (в тексте послания), «Захарией Скарой жидовином» (в комментарии в посольской книге), затем, после получения послания от Захарии, отправленного на этот раз с доверенным лицом и также сохранившемся в посольской книге, «князем таманским» и даже «фрязином». Биография таманского князя достаточно хорошо известна благодаря документам генуэзского архива, исследованным в XIX веке профессором Новороссийского университета Ф. К. Бруном, и она не оставляет места для его далёкого путешествия на север в 1470 в свите луцкого князя. Почему возникла такая путаница в именах, остаётся только догадываться. Это могла быть и интрига, и просто ошибка. Одно несомненно: имя Захарии Скары московским посольским дьякам было известно.
Вторая версия была предложена Юлием Бруцкусом. Согласно этой версии, иудейским эмиссаром мог оказаться известный киевский учёный еврей Захария бен Аарон га-Коген. Эта версия активно поддержана профессором Иерусалимского университета гебраистики М. Таубе. Имя Схарии-философа неожиданно обнаруживается в Псалтыри XVI века из библиотеки Киевской Духовной Академии. Профессор Таубе обращает внимание, что термины Схарии из Псалтыри совпадает с терминами, применяемыми в «Логике» жидовствующих. Очевидно, Схарии принадлежит и перевод части ветхозаветных книг из Виленского Ветхозаветного свода Текстологические исследования основного корпуса литературы жидовствующих подтверждают причастность к переводам этого представителя еврейской образованности. А. Ю. Григоренко по этому поводу пишет: «…Мы не знаем, что Иван III приглашал к себе на службу Захарию бен Арона га Когена, сведений о том, что этот Захария ездил на Русь, у нас нет».

## Влияние
Распространение «ереси» сопровождает появление переводов с иврита на русский язык некоторого числа библейских книг и сочинений еврейских писателей по предметам логики (например, труда Маймонида, который известен в переводе на иврит под наименованием «Миллот ха-хигайон» или «Шмот ха-хигайон» — «Слова логики» или «Термины логики»), астрологии и астрономии («Шестокрыл» — на иврите «Шеш кнафаим» 1365 года Иммануэля бен Я‘акова Бонфиса) и других наук. Основной целью переводов было доказательство правильности еврейского летосчисления и исторической традиции по сравнению с византийскими. Полемика между «жидовствующими» и православной церковью обогащает русскую духовную жизнь конца XV — начала XVI века. Предполагается, что истоки резко отрицательного отношения к иудаизму и евреям в Московской Руси, неизвестное исследователям до начала XVI века, заключаются в борьбе официальных властей и церкви против «жидовствующих».